# Stomaphis betulae
Stomaphis betulae är en insektsart. Stomaphis betulae ingår i släktet Stomaphis och familjen långrörsbladlöss. Inga underarter finns listade i Catalogue of Life.